# Kullawa

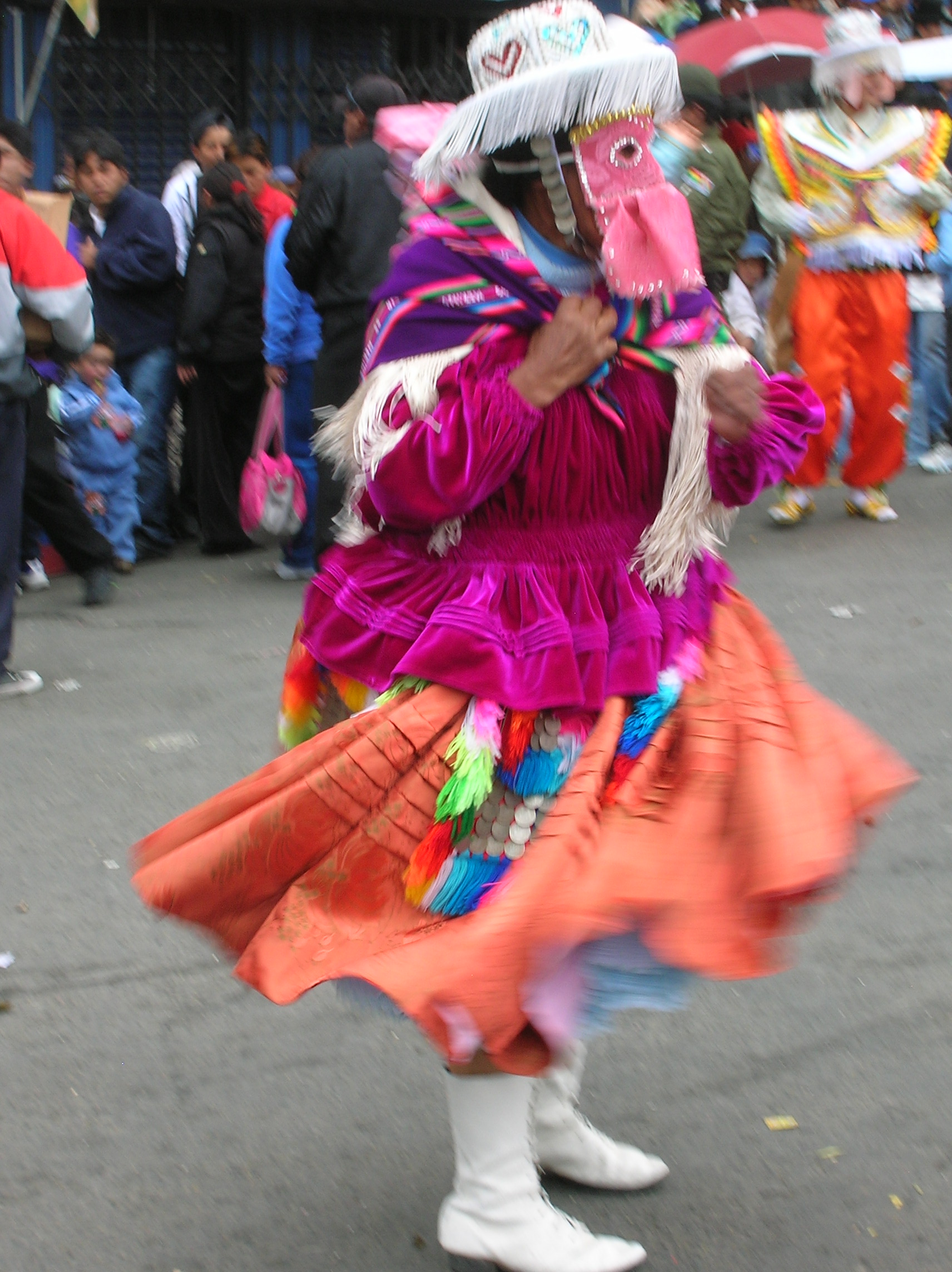
Danseuse Kullawada lors d'une entrée folklorique dans la ville de La Paz, en Bolivie.

La kullawada, kullahuada, cullaguada ou kullawa est une danse Aymara, un peuple indigène qui depuis l'époque précolombienne et même aujourd'hui habite les hauts plateaux péruvo-boliviens, sur les rives du lac Titicaca. Le nom de la danse dérive du mot kullawa («sœur» en francais), en référence à ses danseurs. Il est représenté à la fois en Bolivie, dans la Fiesta del Gran Poder; comme au Pérou, au Festival de la Chandeleur.

## Origine
Il y a des divergences sur le lieu d'origine de la danse:

### Bolivie
Le nom Kullawada selon la version bolivienne, dérive de la communauté de San Vicente de Collagua (kullawa en Aymara) de la municipalité de Viacha de la province d'Ingavi du département de La Paz,.
L'origine de cette danse est liée aux obrajes qui existaient dans les environs de la ville de La Paz où les produits textiles étaient fabriqués et les mitayos indigènes, pour la plupart Aymara, étaient utilisés comme travail forcé, contraints de rester dans les maisons des obrajes et les interdictions de porter des vêtements autochtones ont aggravé leur situation.

### Pérou
Selon la version péruvienne, la danse des "Kullawas", également connue sous le nom de "Kullawada", remonte avant la formation des pays actuels à l'époque inca et est liée à l'activité des anciens fileurs et tisserands. Certains historiens soutiennent que cette danse appartenait à la noblesse inca, dansée par les ñustas et les autorités de l'empire. D'autres chercheurs soutiennent que plusieurs couples Aymara amenés dans la capitale de l'empire ont dansé cérémonieusement pour le plus grand plaisir des Incas et des orejones (nobles cusqueños) menés par un guide, portant un grand rouet avec des touffes de laine, pour représenter leur ethnie, leur le commerce et son importance pour l'économie, la culture et la communication Aymara. Ces peuples étaient installés sur les rives du lac Titicaca. Ces peuples étaient installés sur les rives du lac Titicaca,.
Il est documenté que ces fileurs et brodeurs avaient une présence à Puno, et qu'une partie de cette communauté a migré vers Lima: «... le chapeau caractéristique de cette époque avait une forme rectangulaire, il y avait le Kullawa Achachi, plus tard ces brodeurs sont allés à Lima et non je sais plus sur eux».
Au départ, les costumes étaient simples, avec des touches de broderie argentée qui les rendaient très élégants. À l'époque coloniale, les Occidentaux ont persécuté la culture andine dans une guerre contre les idolâtres. Plus tard, sous le républicain, les kullawas renaissent à nouveau sous forme de danse de fileuses et deviennent une danse rituelle. Des siècles plus tard, il est devenu une danse d'ostentation et de puissance économique, rendant le costume encore plus pompeux, y compris les perles, la feuille d'or, l'argent et les fils d'or.